# Eusmilus
Eusmilus (verdadero cincel. Dientes de sable) es un género extinto de mamíferos carnívoros de la familia Nimravidae. Se trata de un falso felino dientes de sable que vivió desde el Eoceno Superior hasta el Oligoceno (hace 37,2 y 28,4 millones de años) en Europa, existiendo por aproximadamente 8,8 millones de años.
Eusmilus medía unos 2,5 metros de longitud y tenía la cola larga como un leopardo. Desarrollaron largos caninos en forma de sable, análogos a los de Smilodon (familia Felidae), con el que no están relacionados. Este felino, del tamaño de un leopardo, pero de cuerpo largo y patas cortas, atravesó el estrecho de Bering para pasar de Europa a Norteamérica.

## Especies

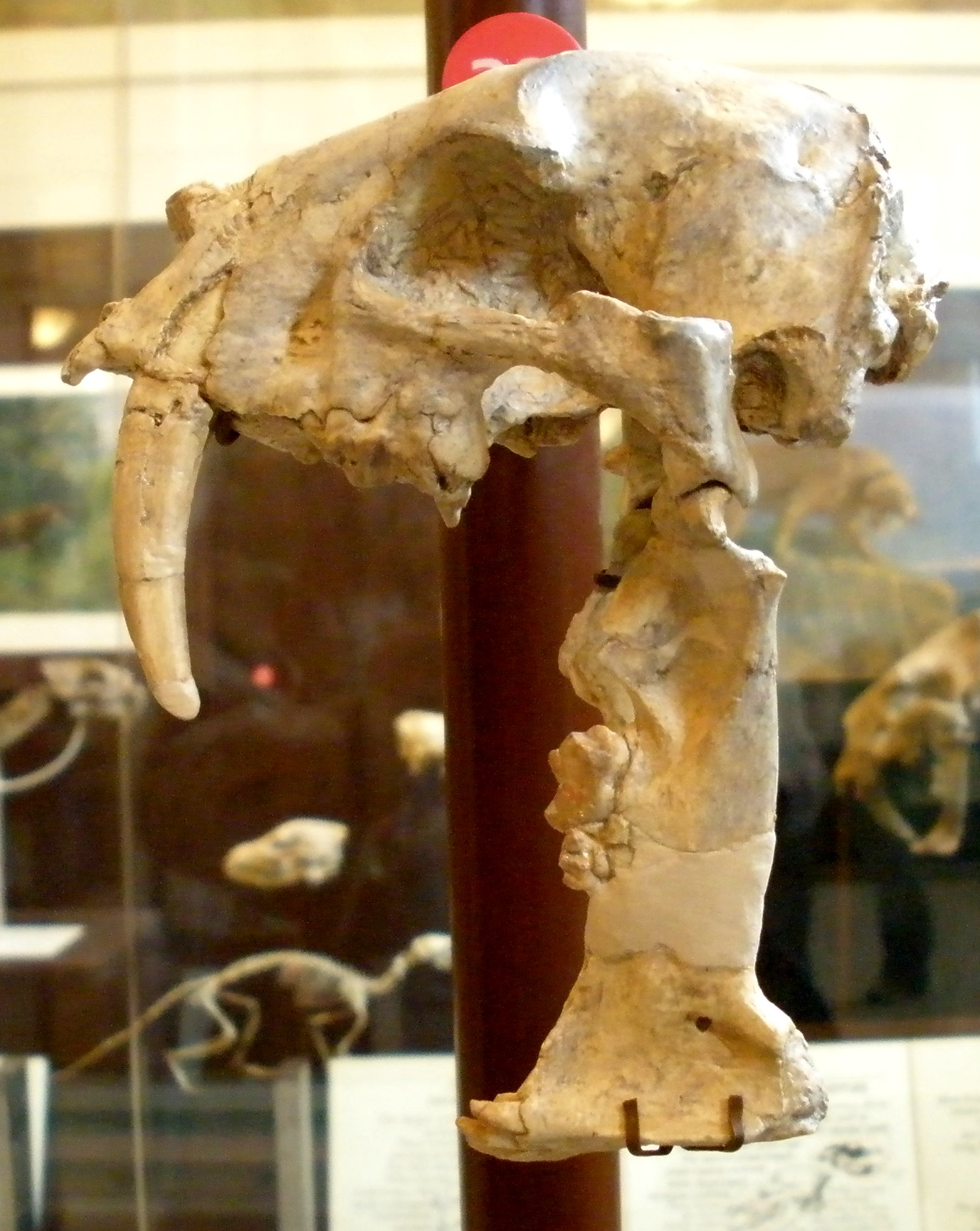
Eusmilus olsontau.

Se conocen cuatro especies de Eusmilus:
- Eusmilus bidentatus
- Eusmilus villebramarensis